# Monoporella seastormi
Monoporella seastormi is een mosdiertjessoort uit de familie van de Monoporellidae. De wetenschappelijke naam van de soort is voor het eerst geldig gepubliceerd in 2008 door Dick.